# 7-Eleven
7-Eleven è una catena di minimarket e convenience store con una forte presenza nel mercato del retail e della grande distribuzione organizzata (GDO), soprattutto in nazioni come Stati Uniti e Giappone.
I punti vendita della catena sono generalmente aperti 24 ore su 24 e sono, per questo motivo, frequentati principalmente da turisti, studenti e lavoratori, a cui offrono un servizio che spazia dalla vendita dei generi alimentari di prima necessità alla telecomunicazione (telefono, fax) e ai prodotti bancari (ATM).
In Giappone i 7-Eleven sono conosciuti al pubblico anche con il nome di Konbini (コンビニ),  dicitura che si riferisce a tutti i convenience store, negozi di piccole dimensioni molto popolari soprattutto nelle grandi metropoli giapponesi, in quanto più economici e maggiormente diffusi rispetto ai normali supermercati.

## Storia

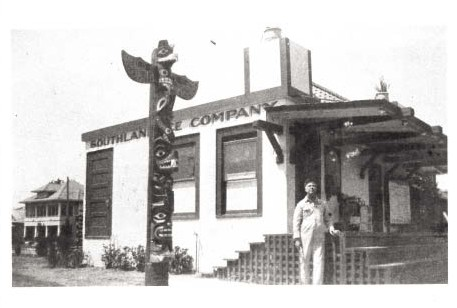
Tote'm Stores photo

Le origini della attuale catena di negozi risalgono al 1927, quando diversi commercianti di ghiaccio si unirono per formare la "Southland Ice Company"; la loro attività era indirettamente collegata al cibo, per la conservazione del quale venivano impiegati blocchi di ghiaccio. La società gestiva un magazzino ghiacciaia per offrire alla popolazione locale alimenti come uova, latte e altri prodotti conservati 24 ore su 24. In un circolo virtuoso il successo dell'attività portò ad aumentare il numero dei punti vendita, con un conseguente ulteriore aumento della redditività. Nacque quindi un'intera catena di negozi chiamati Tote'm Stores (dal nome dei totem dei nativi americani). La società fallì durante la crisi finanziaria del 1929, ma riuscì a tornare successivamente sul mercato. Dopo la seconda guerra mondiale, i negozi, gradualmente, presero il nome di 7-Eleven, in riferimento all'orario di apertura: erano infatti aperti sette giorni su sette, dalle 7 (7 am) fino alle 23 (11 pm).
Nel 1963, su impulso della fortunata esperienza di un punto vendita situato vicino all'Università del Texas, si arrivò all'apertura 24 ore su 24. Nel 1999 la Southland Corporation, che possedeva tuttora i diritti di franchising, decise di abbandonare il suo nome in favore di 7-Eleven Inc.
I 7-Eleven hanno toccato la cifra di 84500 nel 2024.

## Mercati
- Stati Uniti
- Giappone

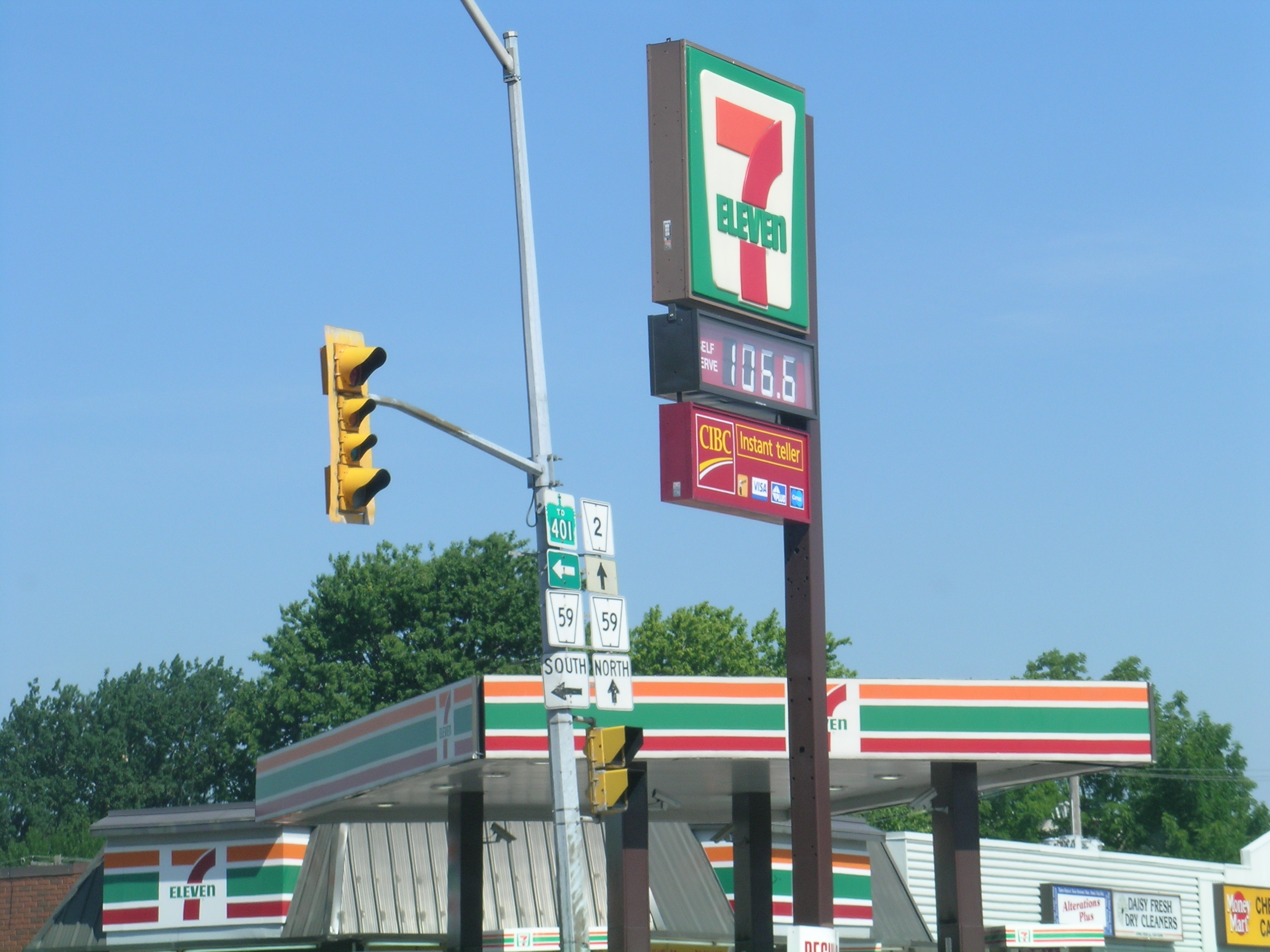
Una stazione di servizio 7-Eleven in Ontario, Canada

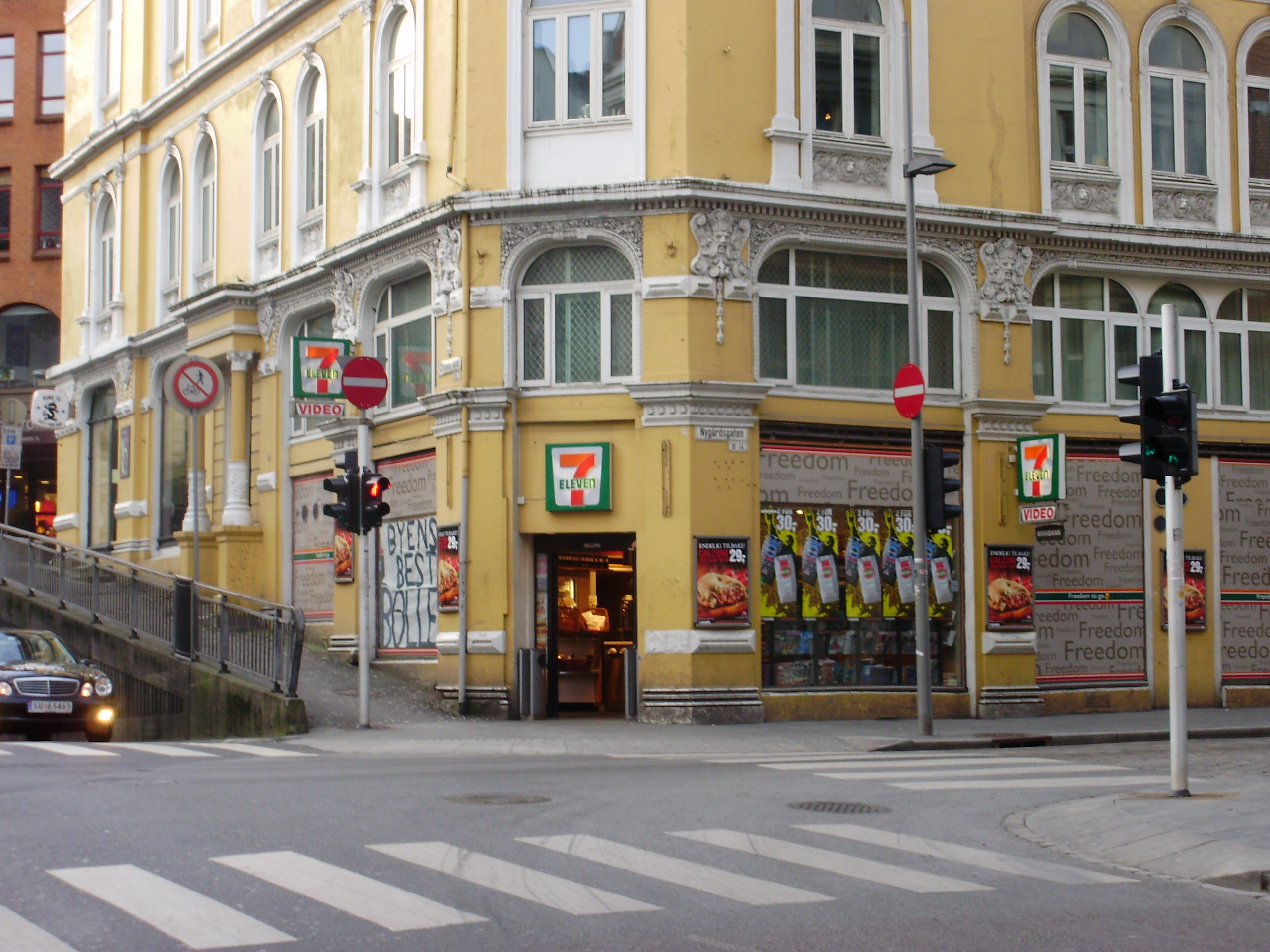
7-Eleven a Bergen, Norvegia

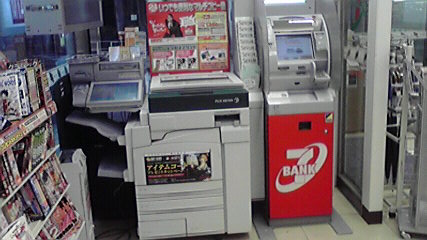
Un ATM (a destra), una fotocopiatrice/telefax (al centro) e una macchina per pagamenti telematici (a sinistra) in un 7-Eleven di Osaka, Giappone

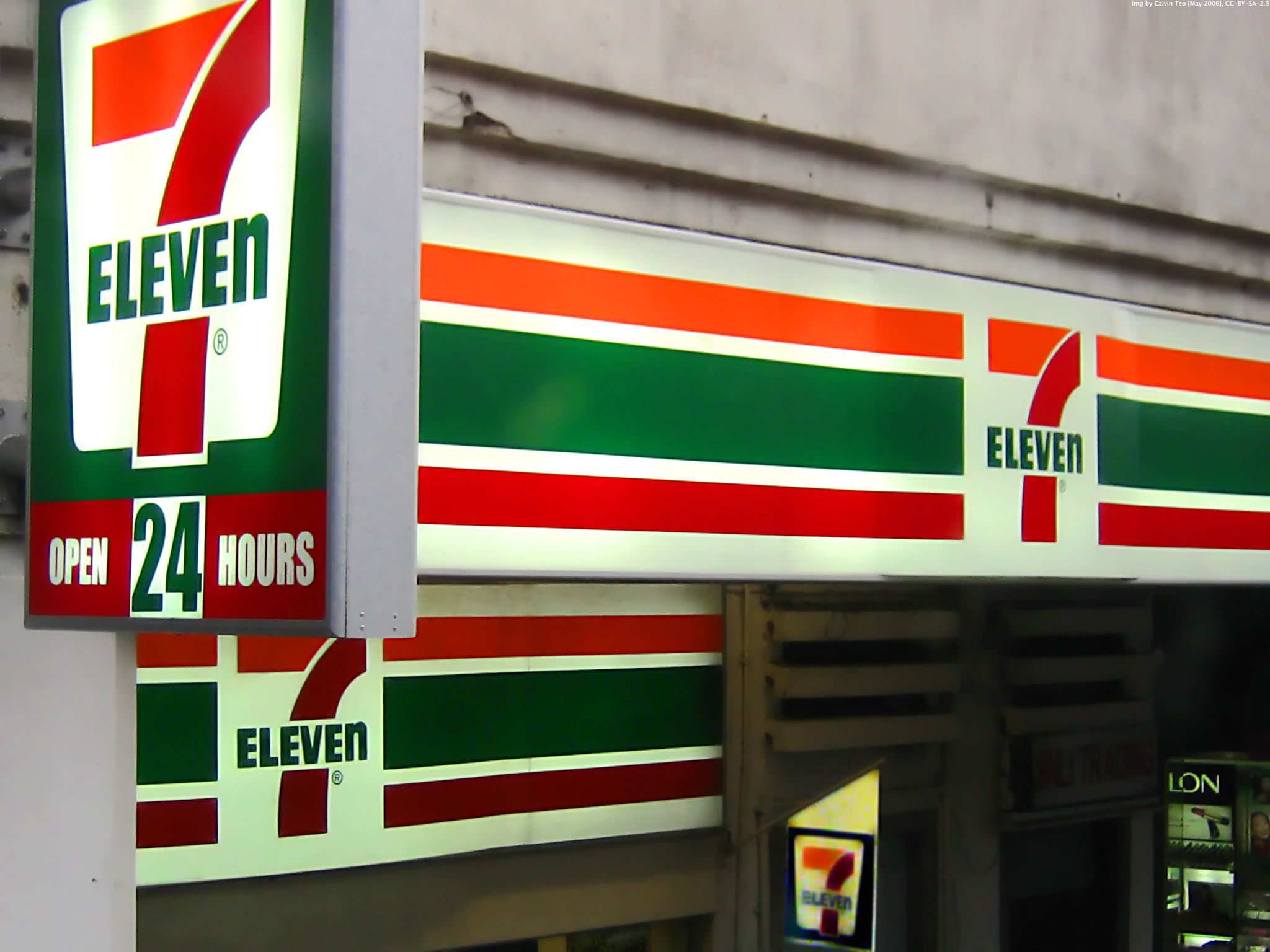
7-Eleven a Singapore

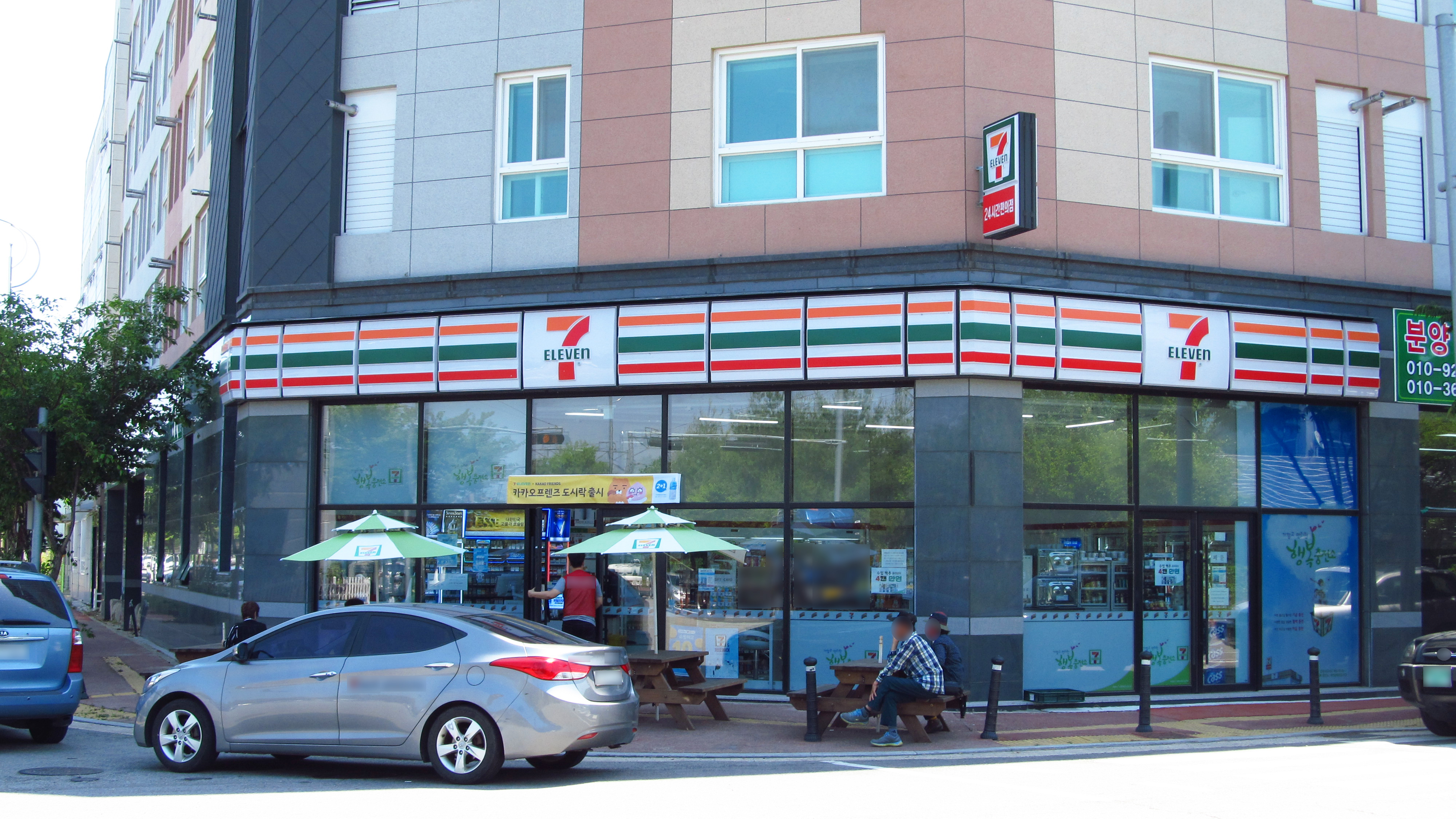
Gwangju, Corea del Sud

Le catene 7-Eleven sono presenti in:
- Thailandia
- Canada
- Messico
- Svezia
- Norvegia
- Danimarca
- Emirati Arabi Uniti
- Cina
- Hong Kong
- Taiwan
- Corea del Sud
- Filippine
- Malaysia
- Indonesia
- Singapore
- 🇰🇭 Cambogia
- Australia